# FC Baník Ostrava
FC Baník Ostrava (normalt bare kendt som Baník Ostrava) er en tjekkisk fodboldklub fra byen Ostrava i Schlesien. Klubben spiller i landets bedste liga, Gambrinus Liga, og har hjemmebane på stadionet Bazaly. Klubben blev grundlagt i 1922 og har siden da vundet tre tjekkoslovakiske og ét tjekkisk mesterskab, samt fire tjekkoslovakiske og én tjekkisk pokaltitel.

## Titler
- Tjekkoslovakiske Liga (3): 1976, 1980 og 1981

- Tjekkiske Liga (1): 2004

- Tjekkoslovakiske Pokalturnering (4): 1973, 1978, 1979 og 1991

- Tjekkiske Pokalturnering (1): 2005

## Kendte spillere
- Milan Baroš
- Tomáš Galásek
- Marek Jankulovski
- Libor Sionko
- Václav Svěrkoš
- Zdeněk Pospěch
- Tomáš Řepka
- Pavel Srníček
- Marek Čech

## Danske spillere
- Ingen